# GHV2
GHV2 (acrônimo para Greatest Hits Volume 2) é a segunda coletânea de grandes êxitos da artista musical estadunidense Madonna, lançada em 13 de novembro de 2001 através da Maverick e Warner Bros. Records, coincidindo com o lançamento do álbum de vídeo Drowned World Tour 2001. Uma sequência de The Immaculate Collection (1990), GHV2 contém uma coleção de singles lançados durante a segunda década da carreira da cantora. Madonna mencionou que ela apenas incluiu canções que ela poderia "ouvir cinco vezes seguidas". O álbum não contém faixas inéditas, mas um single promocional intitulado "GHV2 Megamix" foi lançado, que inclui remixes feitos por Thunderpuss, John Rocks & Mac Quayle e Tracy Young. Um remix promocional também foi lançado, intitulado GHV2 Remixed: The Best of 1991–2001.
GHV2 recebeu avaliações positivas pelos críticos musicais, os quais a consideraram uma coleção essencial, apesar de terem criticado a ausência de material inédito. Comercialmente, a coletânea foi bem sucedida, alcançando a sétima posição da Billboard 200 e recebendo o certificado de platina pela Recording Industry Association of America (RIAA). Nos demais territórios, GHV2 também conquistou sucesso, atingindo o top cinco na Austrália, Alemanha e Reino Unido e em outros territórios europeus. Foi o 14º álbum mais vendido no mundo naquele ano e vendeu mais de sete milhões de cópias mundialmente.

## Antecedentes e desenvolvimento

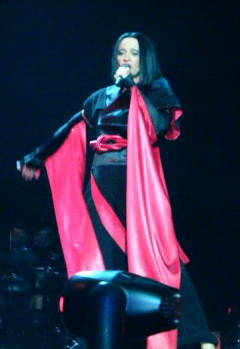
Madonna apresentando "Frozen" durante o segmento Geisha da turnê Drowned World Tour (2001).

No início de setembro de 2001, a mídia informou que Madonna havia gravado duas novas músicas, "Sex Makes the World Go Round" e "Veronica Electronica", e que elas seriam incluídas em seu próximo álbum de maiores sucessos; o último foi originalmente o título de um álbum remix em colaboração com William Orbit. Também informou que o álbum iria ser chamado The Immaculate Collection 2, mas depois todos esses rumores foram negados. Após o último concerto da Drowned World Tour, em 15 de setembro de 2001, a MTV ela confirmou que Madonna estava planejando lançar um álbum de grandes êxitos até novembro daquele ano. Finalmente, em 4 de outubro, a Maverick Records anunciou a lista de faixas de GHV2 e a data oficial de lançamento para 13 de novembro, que coincidiu com o lançamento do VHS/DVD da turnê.
Uma sequência de The Immaculate Collection (1990), GHV2 inclui quinze singles de Madonna lançados durante a segunda década de sua carreira, de "Erotica" (1992) até "What It Feels Like for a Girl" (2001). A cantora afirmou que passou muitas horas ouvindo suas músicas e selecionando aquelas que mais tarde seriam incluídas na compilação. Diferentemente de The Imaculate Collection, ele não contém nenhum material novo; em uma entrevista com Jo Whiley, para a BBC, ela comentou que só queria músicas que pudesse "ouvir cinco vezes seguidas" e acrescentou: "Se você ouvir o álbum, poderá realmente ver minha evolução como cantora, compositora e, mais importante, como ser humano". Também acreditava que porque era um álbum de "Greatest Hits" deveria conter previamente lançados e novas faixas, caso contrário, seria considerado "propaganda enganosa". Por esse motivo, alguns de seus singles populares daquele período não apareceram. É o caso da versão de "American Pie", que, apesar de ter atingido o número um em vários países, não fazia parte do material desde que Madonna se arrependeu de incluí-lo em seu oitavo álbum de estúdio, Music (2000): "Foi algo que um certo executivo de uma gravadora me forçou a fazer, não vou dizer nenhum nome. [...] Mas não pertencia ao álbum, então agora ela está sendo punida. [...] meus instintos me disseram para não incluí-lo na música , mas eu fiz e depois me arrependi, por isso não merecia estar no GHV2". "This Used to Be My Playground", "Rain", "I'll Remember" e "You'll See" não foram adicionados ao disco, embora todos de eles já apareceu na compilação de baladas Something to Remember, de 1995.
Inicialmente, o álbum foi intitulado Greatest Hits: The Second Coming, mas Madonna decidiu mudar o nome para GHV2 pouco antes de ser lançado porque, segundo ela, "é um título que você se lembrará" e também "preguiça", desde que acabara de terminar a Drowned World Tour e estava prestes a começar a filmar o filme Swept Away (2002). Na entrevista à BBC, ele também acrescentou: "Analisamos títulos chamativos, divertidos e espirituosos, mas no final do dia eu pensei que era muito moderno, curto e direto ao ponto". A capa, revelada no site oficial de Madonna em 18 de outubro de 2001, vem de uma sessão de fotos de Regan Cameron em janeiro daquele ano para a revista InStyle. Foi realizada nos estúdios da SmashBox em Los Angeles, e Cameron usou pela primeira vez uma câmera Polaroid; Mais tarde, ele lembrou que estava nervoso por trabalhar com a cantora, mas que era "sem dúvida a maior celebridade que já havia fotografado". Madonna escolheu duas imagens da sessão: o primeiro mostrou seu dedo indicador sobre os lábios e usado como uma foto promocional de seu álbum de vídeo Drowned World Tour 2001 no canal HBO; o segundo serviu como capa do GHV2 e mostrou o cabelo loiro na frente do olho direito, onde pode ser visto escrito "GHV2". Cameron também contribuiu material gráfico para o escudo interno, que apresenta 600 fotografias da artista. Além disso, contém caligrafia em japonês (モ ヂ ジ ラ ミ ミ ヂ), que é o nome de Madonna e é pronunciado "Mo-Dzi-Ji-Ra-Mi-Mi-Dzi".

## Lançamento e promoção

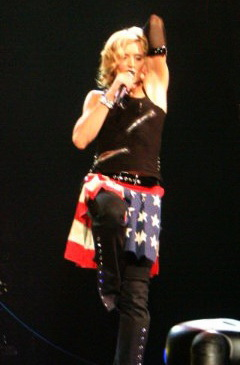
Madonna durante um dos shows da Drowned World Tour (2001).

A Warner Bros. gastou £ 1,000,000 para promover o álbum, para gerar empolgação do público sem o apoio de entrevistas na mídia ou aparições na televisão, enquanto Madonna estava filmando o filme Swept Away em Malta. Um executivo da empresa disse: "Desta vez, não haverá aparições ou entrevistas no Top of the Pops na Radio One ou na revista Q, por isso queremos que esse nome raro faça as pessoas pensarem na conexão entre Madonna e GHV2 e gere interesse extra na mídia para compensar a falta de disponibilidade da artista para promover o lançamento durante esse período. Nos países europeus, o álbum foi oficialmente lançado em formato CD em 9 de novembro de 2001, exceto para o Reino Unido, que foi lançado três dias depois. No Japão, foi lançado no dia 10 desse mês, enquanto nos Estados Unidos no dia 13, juntamente com o  Drowned World Tour 2001. estava também disponível em outros países em cassete e vinil e algumas reedições foram feitas em anos posteriores.
Em 29 de outubro de 2001, a Maverick Records enviou uma megamix promocional intitulada "Thunderpuss GHV2 Megamix" às estações de rádio para promover a compilação. No entanto, recebeu airplay limitado e nunca esteve comercialmente disponível ou incluído no GHV2. As músicas incluídas, em ordem cronológica, eram "Don't Tell Me", "Erotica", "Secret", "Frozen", "What It Feels Like for a Girl", "Take a Bow", "Deeper and Deeper", "Music" e "Ray of Light". Chris Cox, da dupla Thunderpuss, explicou: "Basicamente, eles estavam fazendo o álbum de maiores sucessos ... então eles abordaram algumas entidades de remix para fazer uma tentativa de megamix, e foi meio que uma audição, para ser exato. Eles gostaram mais do nosso e o lançaram". Ele também acrescentou que era um projeto difícil de realizar e que era um "verdadeiro desafio tentar fazer tudo fluir sem problemas", tendo que unir todas as músicas com seus diferentes estilos e com os diferentes produtores que contribuíram para a criação das faixas ao longo dos anos. A capa da megamix, descrita por Chuck Taylor da Billboard como "contemplar [o]", possui cerca de 63 fotografias da cantora, desde a época de  Who's That Girl, incluindo algumas nunca antes vistas. Em fevereiro de 2002, alcançou o quinto lugar na tabela Dance Club Songs. Taylor elogiou o remix dizendo: "É uma jornada e tanto para o mundo pós-80 de memórias de um artista cujo trabalho em constante evolução permanece forte, mesmo quando resumido nesse contexto inovador". O videoclipe foi dirigido por Dago Gonzalez da Veneno Inc. e estreou em 2 de novembro de 2001 no programa Total Request Live e no site oficial da MTV; compila imagens das performances ao vivo de Madonna, bem como sua videografia.

## Recepção

### Critíca
| Críticas profissionais | Críticas profissionais |
| Avaliações da crítica  | Avaliações da crítica  |
| Fonte                  | Avaliação              |
| ---------------------- | ---------------------- |
| Allmusic               | [ 29 ]                 |
| Dotmusic               | positiva               |
| Manila Standard        | positiva               |
| Music Week             | variada                |
| musicOMH               | positiva               |
| NME                    | [ 1 ]                  |
| PopMatters             | variada                |
| Robert Christgau       | B+                     |
| RTÉ                    | [ 33 ]                 |
| Slant Magazine         | [ 34 ]                 |
| South Wales Echo       | positiva               |
| The Guardian           | [ 36 ]                 |

De um modo geral, o GHV2 recebeu análises mistas de críticos de música e jornalistas, embora tenham sido favoráveis. O jornal Manila Standard observou que o álbum resume a era mais elogiada pela crítica de Madonna e ilustra com habilidade sua influência contínua na música e na cultura populares. Ian Wade, da Dotmusic, enfatizou que contém "algumas das melhores músicas pop feitas por qualquer pessoa". Por sua vez, ele reconheceu que, se o GHV2 tivesse sido lançado em 1998, "teria sido muitas baladas não muito divertidas. [...] Felizmente, para o bem dela, de seus admiradores e da humanidade em geral, Madge teve um pouco de consideração". Michael Hubbard, do musicOMH, elogiou "Don't Cry for Me Argentina" de Evita e "Beautiful Stranger" de Austin Powers: The Spy Who Shagged Me como "inclusões dignos" e comentou que oferece uma oportunidade 'agradável' redescobrir alguns de seus materiais mais antigos a partir de 1993. Finalmente, ele disse que, ao compilar as músicas do álbum "não exigiu muita imaginação", o resultado final faz o seu trabalho, uma vez que "o CD é exatamente o que a palavra diz". Cristín Leach, da RTÉ, deu-lhe quatro estrelas em cinco e distinguiu as canções de Ray of Light como as melhores na compilação. Ele admitiu no final de sua crítica que "essa dama continua sendo a rainha do pop e o GHV2 é essencial para ouvir". Robert Christgau concedido um B+ e disse que Madonna "recolhe guloseimas sobrevalorizado Bedtime Stories e Ray of Light, a mistura na gloriosa de "Beautiful Stranger" e o deprimente "Do not Cry for Me Argentina" e o dá Mirwais para modificações sonoras, que não me interessam o suficiente para defini-las. Um pacote essencial". Um escritor do jornal South Wales Echo o chamou de "álbum pop essencial" e "verdadeiramente imaculado".
Chuck Campbell, do jornal Kentucky Daily News, disse que o álbum demonstrou como a cantora se estabeleceu como a estrela mais duradoura e consistente da música pop, e que ela apresentava uma Madonna cada vez mais confiante de aumentar os riscos e permanecer vital. Ela concluiu: "Madonna nunca precisou de um retorno porque nunca realmente se foi, graças a uma série de movimentos brilhantes marcados nas faixas do GHV2". O álbum recebeu quatro estrelas em cinco por John Aizlewood, do The Guardian, que afirmou que "é seguro o suficiente para evitar remixes ou novas faixas. Tempos desesperados, no entanto, exigem medidas desesperadas". Em um comentário ambivalente, Dugald Baird, da Music Week, observou que era uma espécie de "anticlímax", embora lhe parecesse uma coleção essencial para os fãs da cantora. Alguns críticos compararam o GHV2 ao The Immaculate Collection (1990). Assim, Christie Leo, do New Straits Times, observou que, embora o álbum não fosse tão acessível quanto seu antecessor, ele ofereceu um vislumbre "mais ousado" do funcionamento interno da "gigante do marketing musical Madonna". Por sua parte, Douglas Wolk, da Pitchfork Media, sentiu que se sentia "um pouco menos importante" do que o Imaculate, mas que compilou "muitas músicas dance magnificamente melancólicas" dos anos 90. Em pontos de vista menos positivos, Alex Needham, da NME, enfatizou que estava longe de ser como The Imaculate Collection, e Charlotte Robinson, do PopMatters, observou que "essa não é uma coleção quase perfeita de música pop alegre e exuberante no seu melhor", como foi o álbum de maiores sucessos anteriores de Madonna.
Outros jornalistas enfatizaram a falta de material novo e a exclusão de alguns singles de Madonna. Um deles foi Sal Cinquemani, da Slant Magazine, que disse que sem material novo e "uma abordagem aparentemente ininterrupta de sua estrela, a coleção não parece fazer justiça a uma carreira que sempre esteve à frente do jogo e focada em o futuro". Ele também afirmou que, embora o GHV2 certamente resuma a segunda década da carreira de Madonna, as músicas "brutalmente editadas" e sua "ordem aleatória" podem de alguma forma se tornar uma compra "inútil" para seus fãs. Ian Wade de Dotmusic criticou a omissão de "Rain" (1993) e "Nothing Really Matters" (1999), enquanto Christie Leo, do New Straits Times, e Alex Needham, da NME, não estavam satisfeitos com a inclusão de "Don't Cry for Me Argentina". Este último também desaprovou a ausência de novas canções, mas eventualmente ele premiada com quatro estrelas de cinco. O álbum recebeu a mesma classificação por Stephen Thomas Erlewine, da Allmusic. No entanto, ela indicou que era "um pouco decepcionante", porque nos anos 90 Madonna era realmente um "artista de álbum". Por esse motivo, algumas das músicas não se encaixam porque foram criadas para "fazer parte de um contexto maior", como um álbum de estúdio, por exemplo. Ele terminou sua crítica dizendo que "o resultado final era menor que a soma de suas partes", mesmo que essa fosse uma boa maneira de coletar todos os hits da cantora nos anos 90 de uma só vez. Chuck Campbell, do Daily News, admitiu que não oferecia nada de novo aos fãs do artista e previu que "esses movimentos estranhamente inoportunos prejudicariam as vendas" do álbum. Charlotte Robinson, do PopMatters, não gostou da ordem não cronológica das músicas e garantiu que isso seria facilitado após o curso da evolução musical do artista. Além disso, ele reprovou a omissão de "Bad Girl", "Fever" e "Rain", de Erotica, e os singles das trilhas sonoras "This Used to Be My Playground", "I'll Remember" e "You Must Love Me". Apesar disso, ele concluiu que todas essas mudanças não teriam tornado o GHV2 "significativamente melhor", mas era o "melhor resumo da segunda década de Madonna como intérprete" que alguém poderia ter.

### Comercial

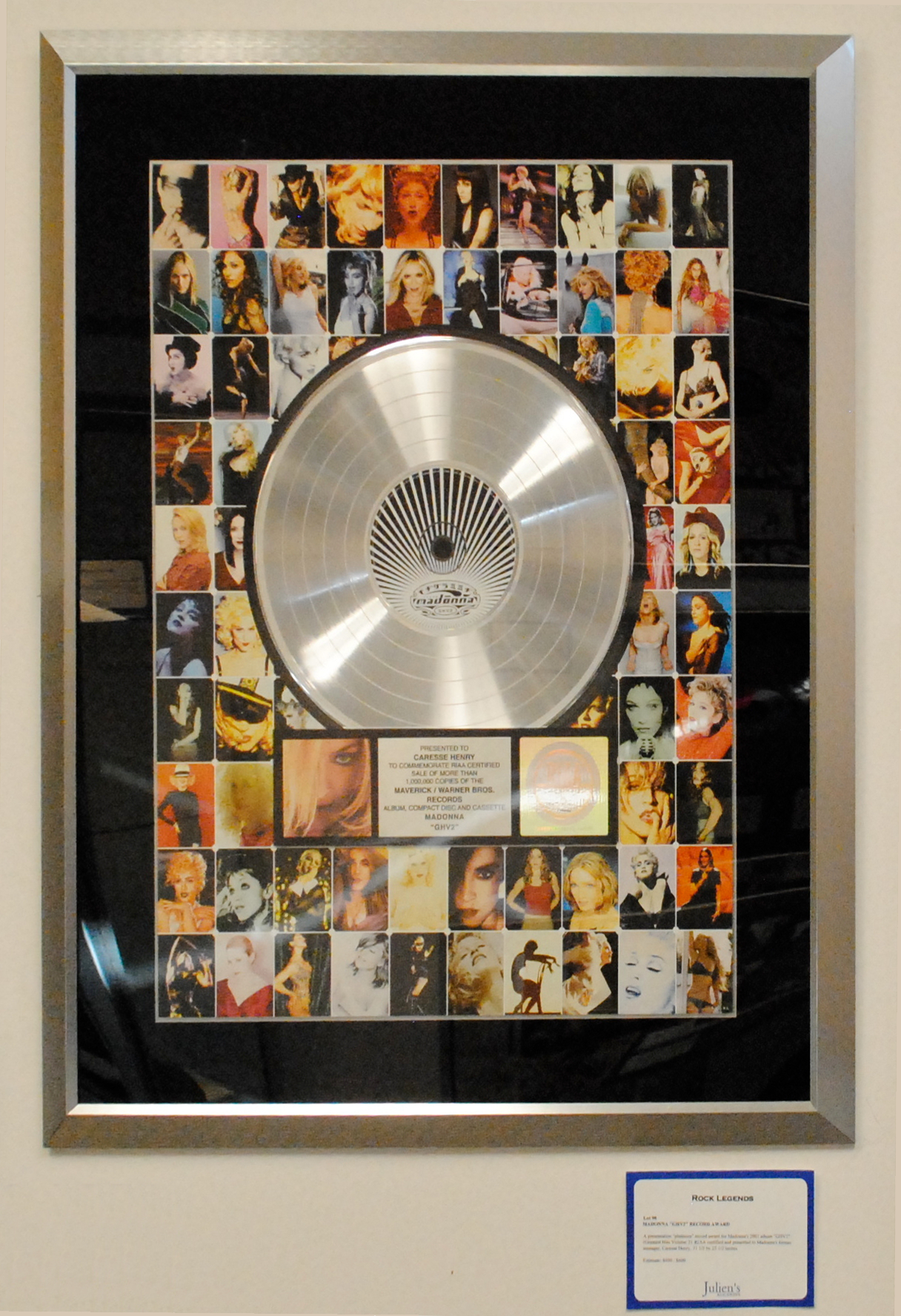
Certificação platina de GHV2 da RIAA em exposição no museu Julien's Auctions (2011).

Nos Estados Unidos, o GHV2 entrou na sétima posição na tabela da Billboard 200 em 1º de dezembro de 2001, com 150,000 cópias vendidas em sua primeira semana, o que foi um aumento em relação à compilação anterior de Madonna, Something to Remember (1995), que vendeu 113,000. No entanto, também se tornou sua pior estréia desde The Immaculate Collection (1990), que entrou no número 32; cada álbum da cantora estreou nos seis primeiros até o GHV2. Ele estava em total de 18 semanas e classificado em 58 no ranking anual de 2002. Ganhou uma certificação de platina entregue pela Recording Industry Association of America (RIAA) (RIAA), que representa um milhão de unidades distribuídas no país, até outubro 2016 tinha vendido 1,397,000 cópias de acordo com Nielsen SoundScan, com 90,000 cópias adicionais dos BMG Music Clubs; já que a Nielsen SoundScan não contam vendas de gravadoras como a BMG Music Service. No Canadá, ficou em 11º lugar pela primeira vez em 15 de novembro de 2001, esteve presente por um total de 16 semanas e foi certificado de platina pela Music Canada (MC) após distribuir 100,000 unidades. Por sua vez, na Argentina foi classificado em oitavo lugar na tabela da Cámara Argentina de Productores de Fonogramas y Videogramas (CAPIF) que entregou uma certificação de ouro por ter vendido 20,000 cópias lá. No México também obteve a mesma certificação, enquanto o Brasil obteve uma platina, embora não tenha entrado nas tabelas dos dois países.
No Reino Unido, o GHV2 quebrou um recorde como o álbum com o maior número de envios antes de seu lançamento oficial, em 750,000, superando Greatest Hits (1996) da banda Simply Red, que destribuiu 650,000 envios antes do lançamento. Finalmente, estreou em segundo lugar na UK Albums Chart em 18 de novembro depois de competir para primeiro com World of Our Own, o terceiro álbum da banda irlandesa Westlife. Permaneceu 33 semanas no total e a British Phonographic Industry (BPI) concedeu-lhe dois discos de platina pela comercialização de 600,000 unidades; Até junho 2019, já tinha vendido 868,500 cópias no país, de acordo com a Official Charts Company. World of Our Own também impediu GHV2 estreou em primeiro lugar na Escócia e na Irlanda. Nos outros países europeus, chegou ao topo na Áustria e o top dez na Alemanha, Bélgica (Flandres e Valónia), Espanha, França, Grécia, Hungria, Itália, Noruega e Suíça. A sua recepção comercial na Europa permitiu a alcançar o quinto lugar no European Top 100 Albums e recebeu duas platinas pela Federação Internacional da Indústria Fonográfica (IFPI), depois de vender dois milhões de cópias naquele continente.
Na Austrália e Nova Zelândia, o GHV2 teve uma recepção comercial favorável. No primeiro país, alcançou o terceiro lugar na contagem dos 50 melhores álbuns da ARIA e foi certificada com duas certificações de platina pela Australian Recording Industry Association (ARIA), depois de vender 140,000 cópias. Enquanto isso, no segundo, foi classificado como número oito e Recorded Music NZ (RMNZ) deu uma certificação de ouro depois de superar 7,500 unidades. A mesma distinção alcançada na África do Sul, onde alcançou a posição 11 da tabela e no Japão onde ganhou oficialmente uma platina. GHV2 foi o 14º álbum mais vendido de 2001, com 4,9 milhões de cópias vendidas em todo o mundo, de acordo com a Federação Internacional da Indústria Fonográfica; Até outubro de 2007, já havia vendido sete milhões.

## Faixas
| GHV2 – Edição Padrão |                                                |                                                                       |                                                     |         |  |
| N.º                  | Título                                         | Compositor(es)                                                        | Produtor(es)                                        | Duração |  |
| 1.                   | "Deeper and Deeper" (7" Editado)               | Madonna Shep Pettibone Tony Shimkin                                   | Madonna Pettibone                                   | 4:54    |  |
| 2.                   | "Erotica" (Edição de Rádio)                    | Madonna Pettibone                                                     | Madonna Pettibone                                   | 4:33    |  |
| 3.                   | "Human Nature"                                 | Madonna Dave "Jam" Hall Shawn McKenzie Kevin McKenzie Michael Deering | Madonna Hall                                        | 4:31    |  |
| 4.                   | "Secret" (Editado)                             | Madonna Dallas Austin                                                 | Madonna Austin                                      | 4:30    |  |
| 5.                   | "Don't Cry for Me Argentina" (Edição de Rádio) | Tim Rice Andrew Lloyd Webber                                          | Nigel Wright Alan Parker Lloyd Webber David Caddick | 4:50    |  |
| 6.                   | "Bedtime Story" (Editado)                      | Nellee Hooper Björk Marius DeVries                                    | Hooper Madonna                                      | 4:07    |  |
| 7.                   | "The Power of Good-Bye"                        | Madonna Rick Nowels                                                   | Madonna William Orbit Patrick Leonard               | 4:11    |  |
| 8.                   | "Beautiful Stranger" (Edição de William Orbit) | Madonna Orbit                                                         | Madonna Orbit                                       | 3:57    |  |
| 9.                   | "Frozen" (Editado)                             | Madonna Leonard                                                       | Madonna Orbit Leonard                               | 5:09    |  |
| 10.                  | "Take a Bow" (Editado)                         |                                                                       | Babyface Madonna                                    | 4:31    |  |
| 11.                  | "Ray of Light" (Edição de Rádio)               | Madonna Orbit Clive Muldoon Dave Curtis Christine Leach               | Madonna Orbit                                       | 4:35    |  |
| 12.                  | "Don't Tell Me"                                | Madonna Mirwais Ahmadzaï Joe Henry                                    | Madonna Ahmadzaï                                    | 4:40    |  |
| 13.                  | "What It Feels Like for a Girl"                | Madonna Guy Sigsworth                                                 | Madonna Sigsworth Mark "Spike" Stent                | 4:44    |  |
| 14.                  | "Drowned World/Substitute for Love"            | Madonna Orbit Rod McKuen Anita Kerr David Collins                     | Madonna Orbit                                       | 5:09    |  |
| 15.                  | "Music"                                        | Madonna Ahmadzaï                                                      | Madonna Ahmadzaï                                    | 3:45    |  |
| Duração total:       | Duração total:                                 | Duração total:                                                        | Duração total:                                      | 68:06   |  |

| GHV2 Remixed: The Best of 1991–2001 – CD1 |                                                                       |                  |         |  |
| N.º                                       | Título                                                                | Remixer(s)       | Duração |  |
| 1.                                        | "What It Feels Like for a Girl" (That Kid Chris Caligula 2001 Mix)    | Chris Staropoli  | 9:51    |  |
| 2.                                        | "Don't Tell Me" (Timo Maas Mix)                                       | Timo Maas        | 6:56    |  |
| 3.                                        | "Drowned World/Substitute for Love" (BT & Sasha Bucklodge Ashram Mix) | BT Sasha         | 9:27    |  |
| 4.                                        | "Human Nature" (Bottom Heavy Dub)                                     | Danny Tenaglia   | 7:56    |  |
| 5.                                        | "Frozen" (Calderone Extended Club Mix)                                | Victor Calderone | 11:17   |  |
| 6.                                        | "Erotica" (Masters at Work Dub)                                       | Masters at Work  | 4:50    |  |

| GHV2 Remixed: The Best of 1991–2001 – CD2 |                                           |                               |         |  |
| N.º                                       | Título                                    | Remixer(s)                    | Duração |  |
| 1.                                        | "Deeper and Deeper" (David's Klub Mix)    | David Morales                 | 7:39    |  |
| 2.                                        | "Ray of Light" (Calderone Club Mix)       | Calderone                     | 9:30    |  |
| 3.                                        | "Beautiful Stranger" (Calderone Club Mix) | Calderone                     | 10:12   |  |
| 4.                                        | "Bedtime Story" (Luscious Dub Mix)        | Mark Picchiotti Terri Bristol | 7:40    |  |
| 5.                                        | "Secret" (Junior's Sound Factory Dub)     | Junior Vasquez                | 7:58    |  |
| 6.                                        | "Music" (HQ2 Club Mix)                    | Hex Hector Max Quayle         | 8:50    |  |
| Duração total:                            | Duração total:                            | Duração total:                | 102:06  |  |

## Créditos e equipe
- Madonna:  artista principal, voz, composição, produção
- Björk: composição
- Anita Kerr: composição
- David Collins: composição
- Kevin McKenzie: composição
- Dave Curtis: composição
- Marius de Vries: composição
- Christine Leach: composição
- Joe Henry: composição
- Rod McKuen: composición
- Rick Nowels: composição
- Tim Rice: composição
- Tony Shimkin: composição
- Dave Hall: composição, produção
- Shep Pettibone: composição, produção
- Nellee Hooper: composição, produção
- Dallas Austin: composição, produção
- Babyface: composição, produção
- Andrew Lloyd Webber: composição, produção
- Patrick Leonard: composição, produção
- William Orbit: composição, produção
- Mirwais Ahmadzaï: composição, produção
- Guy Sigsworth: composição, produção
- David Caddick: produção
- Alan Parker: produção
- Nigel Wright: produção
- Mark Stent: produção
- John Mauceri: direção de orquestra
- Pat Kraus: masterização
- Bret Healey: design
- Kevin Reagan: direção artística, design
- Dan Cadan: notas
- Melody McDaniels: fotografía
- Rankin: fotografia
- Regan Cameron: fotografia
- Herb Ritts: fotografia
- Mark Romanek:fotografia
- Patrick Demarchelier: fotografia
- Mario Testino: fotografia
- David LaChapelle: fotografia
- Jean-Baptiste Mondino: fotografia
- Peter Lindbergh: fotografia
- Rosie O'Donnell: fotografia
- Steven Meisel: fotografia
- Frank Micelotta: fotografia
- Gilles Bensimon: fotografia

Créditos adaptados da Allmusic.

## Desempenho nas tabelas musicais

### Tabelas semanais
| Tabela musical (2001)                  | Melhor posição |
| -------------------------------------- | -------------- |
| África do Sul (RISA)                   | 11             |
| Alemanha (GfK Entertainment Charts)    | 3              |
| Argentina (CAPIF)                      | 8              |
| Austrália (ARIA Charts)                | 3              |
| Áustria (Ö3 Austria Top 40)            | 1              |
| Bélgica (Ultratop 50 de Flandres)      | 3              |
| Bélgica (Ultratop 40 de Valônia)       | 9              |
| Canadá (Canadian Albums Chart)         | 11             |
| Dinamarca (Hitlisten)                  | 19             |
| Escócia (OCC)                          | 2              |
| Espanha (PROMUSICAE)                   | 3              |
| Estados Unidos (Billboard 200)         | 7              |
| Europa (European Top 100 Albums)       | 5              |
| Finlândia (IFPI Finlândia)             | 11             |
| França (SNEP)                          | 2              |
| Hungria (MAHASZ)                       | 8              |
| Irlanda (IRMA)                         | 2              |
| Itália (FIMI)                          | 7              |
| Noruega (VG-lista)                     | 5              |
| Nova Zelândia (Recorded Music NZ)      | 8              |
| Países Baixos (MegaCharts)             | 13             |
| Polônia (ZPAV)                         | 21             |
| Reino Unido (UK Albums Chart)          | 2              |
| República Checa (IFPI Česká Republika) | 19             |
| Suécia (Sverigetopplistan)             | 23             |
| Suíça (Schweizer Hitparade)            | 3              |

| Tabela musical (2001)              | Posição |
| ---------------------------------- | ------- |
| Austrália (ARIA Charts)            | 56      |
| Áustria (Ö3 Austria Top 40)        | 61      |
| Bélgica (Ultratop de Flandres)     | 83      |
| Bélgica (Ultratop de Valônia)      | 90      |
| Finlândia (IFPI Finlândia)         | 11      |
| França (SNEP) Tabela de compilação | 5       |
| Países Baixos (MegaCharts)         | 90      |
| Suíça (Schweizer Hitparade)        | 74      |

| Tabela musical (2002)          | Posição |
| ------------------------------ | ------- |
| Austrália (ARIA Charts)        | 44      |
| Estados Unidos (Billboard 200) | 58      |
| Áustria (Ö3 Austria)           | 50      |
| Finlândia (IFPI Finlândia)     | 34      |
| Reino Unido (UK Albums Chart)  | 20      |

## Vendas e certificações
| Região                                                                                             | Certificação | Vendas     |
| -------------------------------------------------------------------------------------------------- | ------------ | ---------- |
| África do Sul (RiSA)                                                                               | Ouro         | 25,000^    |
| Alemanha (BVMI)                                                                                    | Platina      | 300,000^   |
| Argentina (CAPIF)                                                                                  | Platina      | 20,000^    |
| Austrália (ARIA)                                                                                   | 2× Platina   | 210,000^   |
| Bélgica (BEA)                                                                                      | Platina      | 50,000*    |
| Brasil (Pro-Música Brasil)                                                                         | Platina      | 125,000*   |
| Canadá (Music Canada)                                                                              | Platina      | 100,000^   |
| Dinamarca (IFPI Dinamarca)                                                                         | Platina      | 50,000^    |
| Espanha (PROMUSICAE)                                                                               | 2× Platina   | 200,000^   |
| Estados Unidos (RIAA)                                                                              | Platina      | 1,475,000  |
| Finlândia (Musiikkituottajat)                                                                      | Platina      | 33,179^    |
| França (SNEP)                                                                                      | Platina      | 300,000*   |
| Japão (RIAJ)                                                                                       | Platina      | 200,000^   |
| México (AMPROFON)                                                                                  | Ouro         | 75,000^    |
| Nova Zelândia (RIANZ)                                                                              | Ouro         | 7,500^     |
| Países Baixos (NVPI)                                                                               | Platina      | 80,000^    |
| Polônia (ZPAV)                                                                                     | Ouro         | 50,000*    |
| Reino Unido (BPI)                                                                                  | 2× Platina   | 868,500    |
| Suíça (IFPI Suíça)                                                                                 | Platina      | 40,000^    |
| Resumos                                                                                            |              |            |
| Europa (IFPI)                                                                                      | 2× Platina   | 2,000,000* |
| Mundo                                                                                              | —            | 7,000,000  |
| ^distribuições baseadas apenas na certificação *números de vendas baseados somente na certificação |              |            |